# Navicordulia nitens
Navicordulia nitens är en trollsländeart som först beskrevs av De Marmels 1991.  Navicordulia nitens ingår i släktet Navicordulia och familjen skimmertrollsländor. Inga underarter finns listade i Catalogue of Life.